# Размещение населения в России

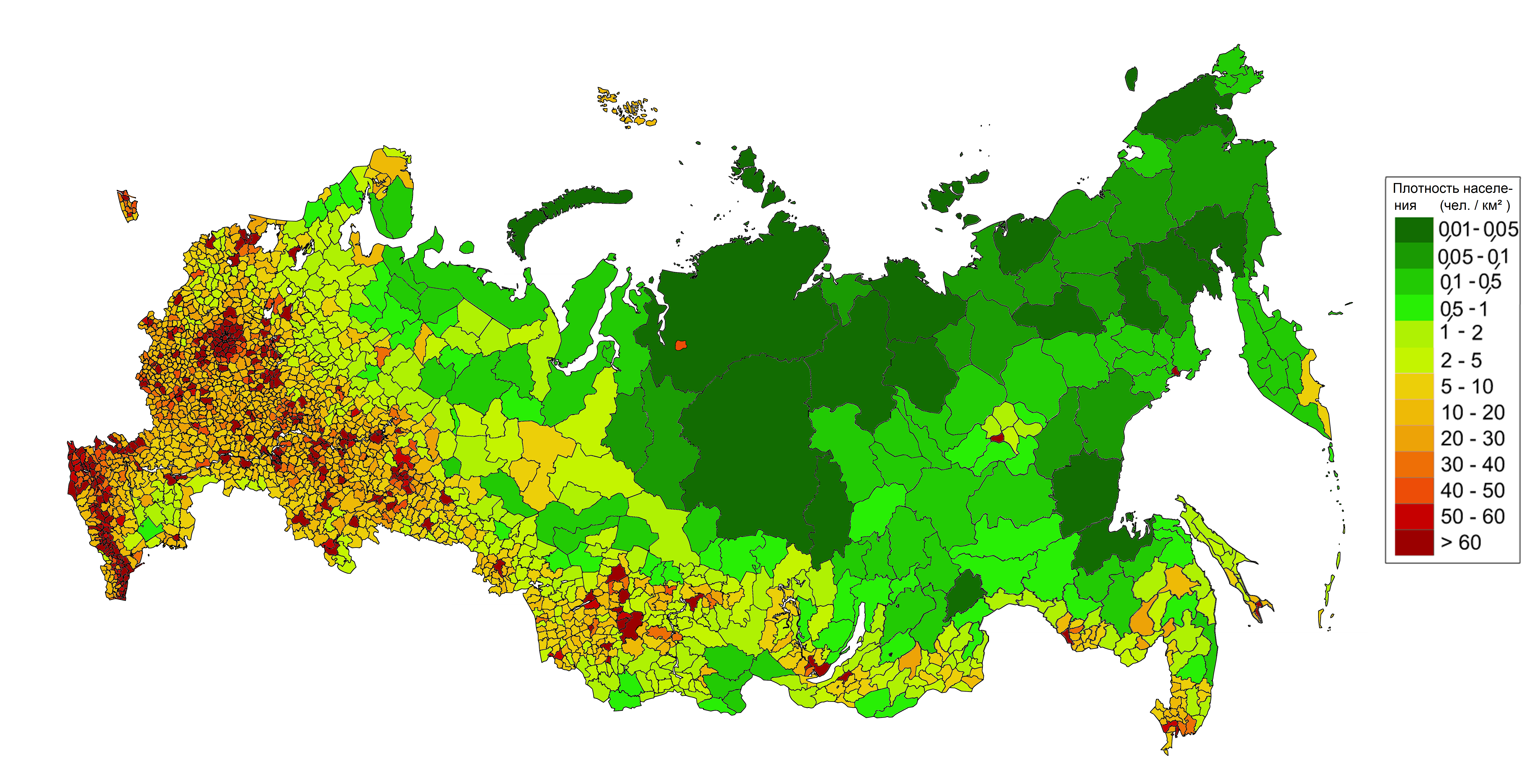
Плотность населения России по муниципальным районам

Размещение населения в России — расположение населения по территории Российской Федерации в зависимости от местности и региона. Отличается крайней неоднородностью. Большая часть населения размещена в «треугольнике городов»: Санкт-Петербург—Иркутск—Сочи.

## История
В XVII веке стала набирать силу Москва. Но сопредельные с ней районы не заселялись из-за невыгодности экономического положения центра России в зоне рискованного земледелия. В XX веке активно осваивался Дальний Восток и Сибирь. После 1991 года наблюдается т. н. «западный дрейф» — переселение из районов Крайнего Севера и Дальнего Востока обратно в Центральную Россию, Урал и Поволжье.

## Современность
По особенностям расселения людей, плотности населения, преобладающим типам населённых пунктов, степени хозяйственного освоения в России различают две главные зоны расселения (размещения), протянувшиеся с запада на восток: «основная зона» и «зона Севера». Они сложились исторически под влиянием природных и социально-экономических факторов.

## Размещение по регионам
Наибольшее число жителей проживает в Московском столичном регионе (Москве и области). Это 12,33 млн и 7,32 млн человек соответственно. Второе место занимает Санкт-Петербург и область — 5,23 млн и 1,78 млн человек.

## Особенности
Большая часть населения Российской Федерации размещается в западной части страны. В северных и дальневосточных регионах наблюдается стабильный отток населения. Большинство жителей России проживают в пределах главной полосы расселения — на большей части европейской России, юге Сибири и Дальнего Востока.
К основной полосе расселения можно условно отнести регионы с плотностью населения больше 8 чел./км². К «зоне Севера» — регионы с плотностью меньше 6 чел./км². Тогда из 85 регионов России 62 относятся к основной полосе расселения, а 23 — к зоне Севера. Основная полоса расселения — это полностью Центральный, Южный, Северокавказский и Приволжский федеральные округа, Северо-Западный федеральный округ без Мурманской и Архангельской областей, Карелии, Коми и Ненецкого автономного округа, Уральский федеральный округ без Ханты-Мансийского и Ямало-Ненецкого автономных округов, а также Омская, Новосибирская и Кемеровская области, Алтайский край и Хакасия в Сибири. Несмотря на низкую плотность населения Калмыкии, ее также можно отнести к основной полосе расселения, т. к. она со всех сторон окружена регионами с большим населением. Дальний Восток можно полностью отнести к зоне Севера, т. к. нигде, кроме Приморского края, плотность населения не поднимается выше 6 чел./км².
Тогда основная полоса расселения России — это 3,8 млн км² (22,3% площади), на которых живет 125,7 млн человек (85,9% населения), на остальных 13,3 млн км². зоны Севера (77,7% площади) живет 20,5 млн человек (14,1% населения).
Из 146,5 млн человек населения России 108,7 млн человек — городское население (74%), а 37,9 млн чел — сельское население (26%). В 15 городах-миллионерах живет 33 млн человек (23% населения), в том числе в Москве и Санкт-Петербурге — 17,6 млн человек (12%).